# Nothomyrmica
Nothomyrmica – wymarły rodzaj mrówek z podrodziny Myrmicinae. Obejmuje 4 opisane gatunki.

## Gatunki
- Nothomyrmica intermedia  Wheeler, 1915
- Nothomyrmica petiolata  Mayr, 1868
- Nothomyrmica rudis  Mayr, 1868
- Nothomyrmica rugosostriata  Mayr, 1868